# Marie Sann

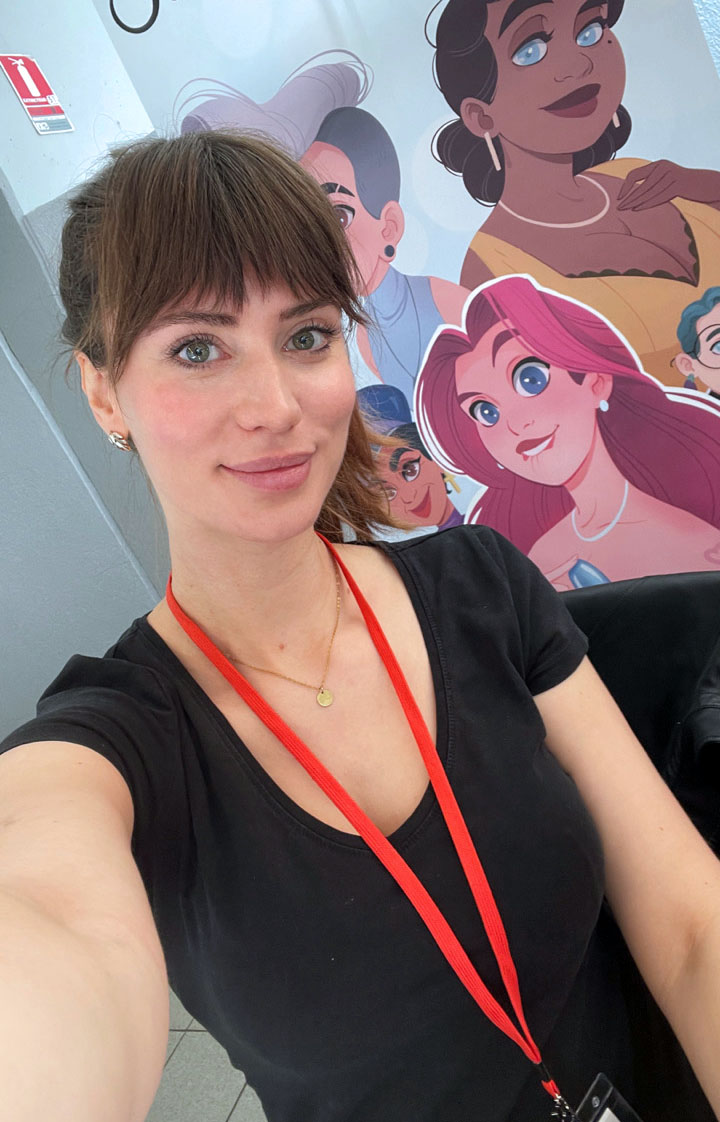
Marie Sann auf einem französischen Comicfestival 2024

Marie Sann (* 1986 in Berlin) ist eine deutsche Illustratorin und Comiczeichnerin. Ihr umfangreichstes Projekt ist die Comicadaption Frostfeuer des gleichnamigen Fantasyromans von Kai Meyer. Mit Kinkerlitzchen wechselte sie thematisch in die Richtung der sexuellen Selbstentdeckung und Identitätsfindung.

## Werdegang
Marie Sann begann schon in ihrer Kindheit mit dem Zeichnen und wurde ca. 1998 auf den Manga-Stil aufmerksam. Vor ihrer ersten Veröffentlichung gewann sie bei Zeichenwettbewerben von Modern Graphics und der Comicmesse Berlin sowie die Mangatalentewettbewerbe 2002 und 2003 auf der Leipziger Buchmesse. 2004 lernte sie den Comiczeichner und -autor Guido Neukamm bei Aufnahmen für die Fernsehsendung Reläxx im Kinderkanal kennen. Im Februar 2005 erschien eine Kurzgeschichte der beiden in der ersten Ausgabe von Manga Fieber, einem Kurzgeschichtenband zur Förderung von deutschen Zeichnern. Für den Tokyopop-Verlag arbeiteten sie gemeinsam an dem Band Sketchbook Berlin.

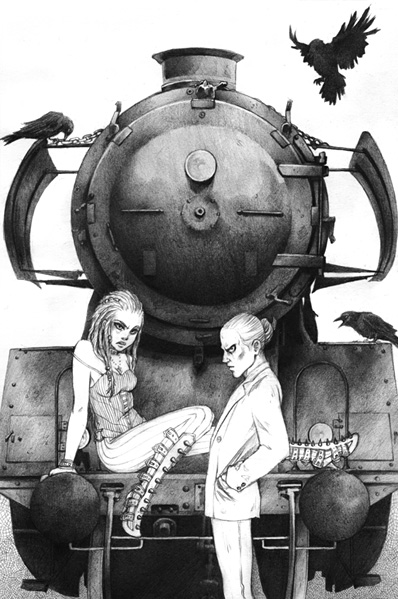
Bleistiftillustration aus dem Projekt "Krähen", 2009
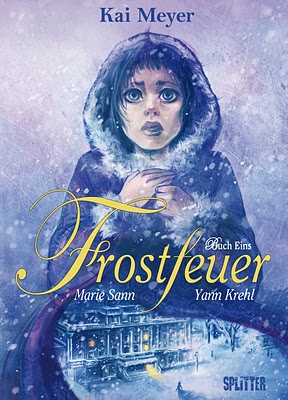
Coverillustration der Romanadaption "Frostfeuer", 2011
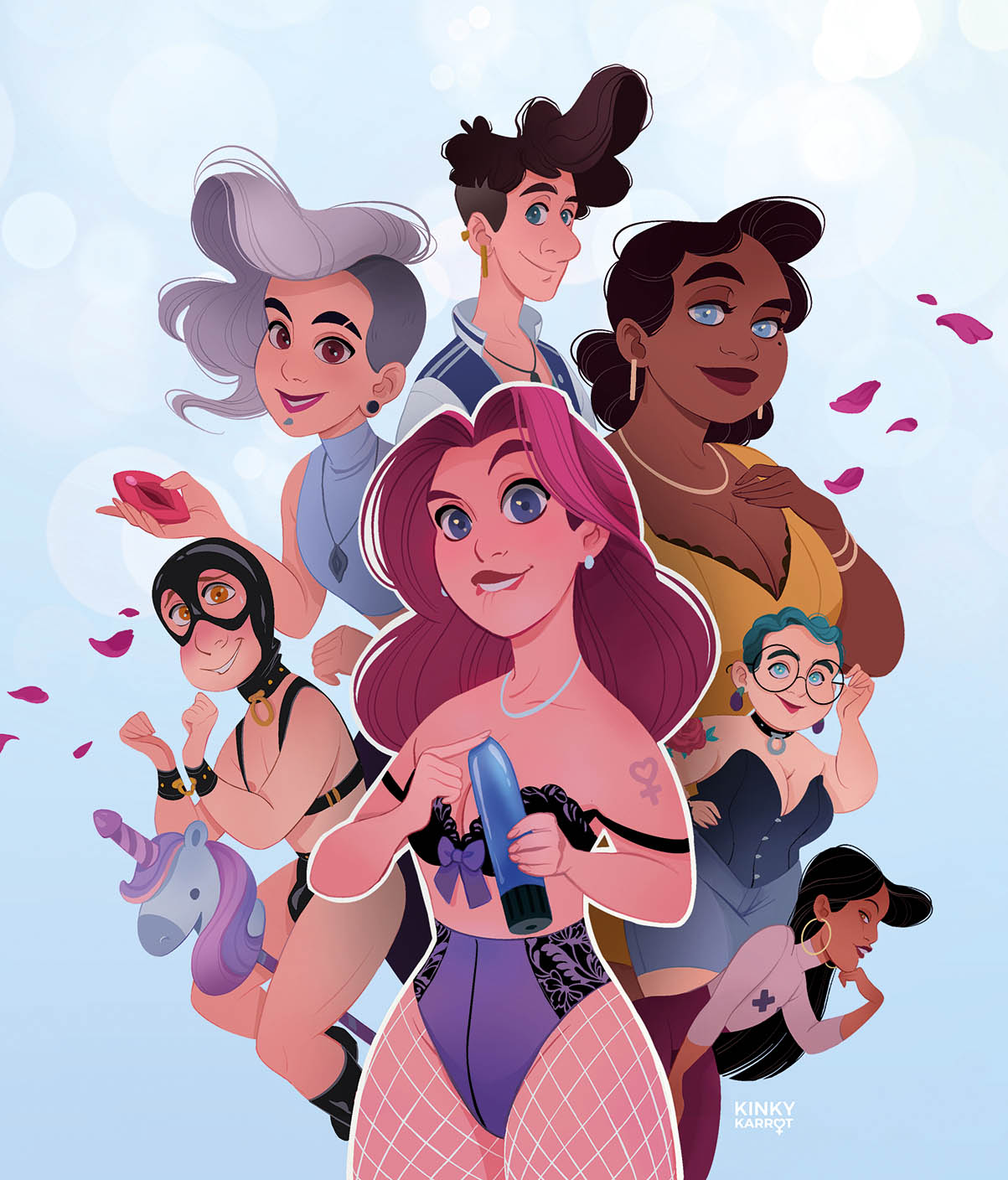
Gruppenillustration der Charaktere von aus Sann's Projekt Kinky Karrot
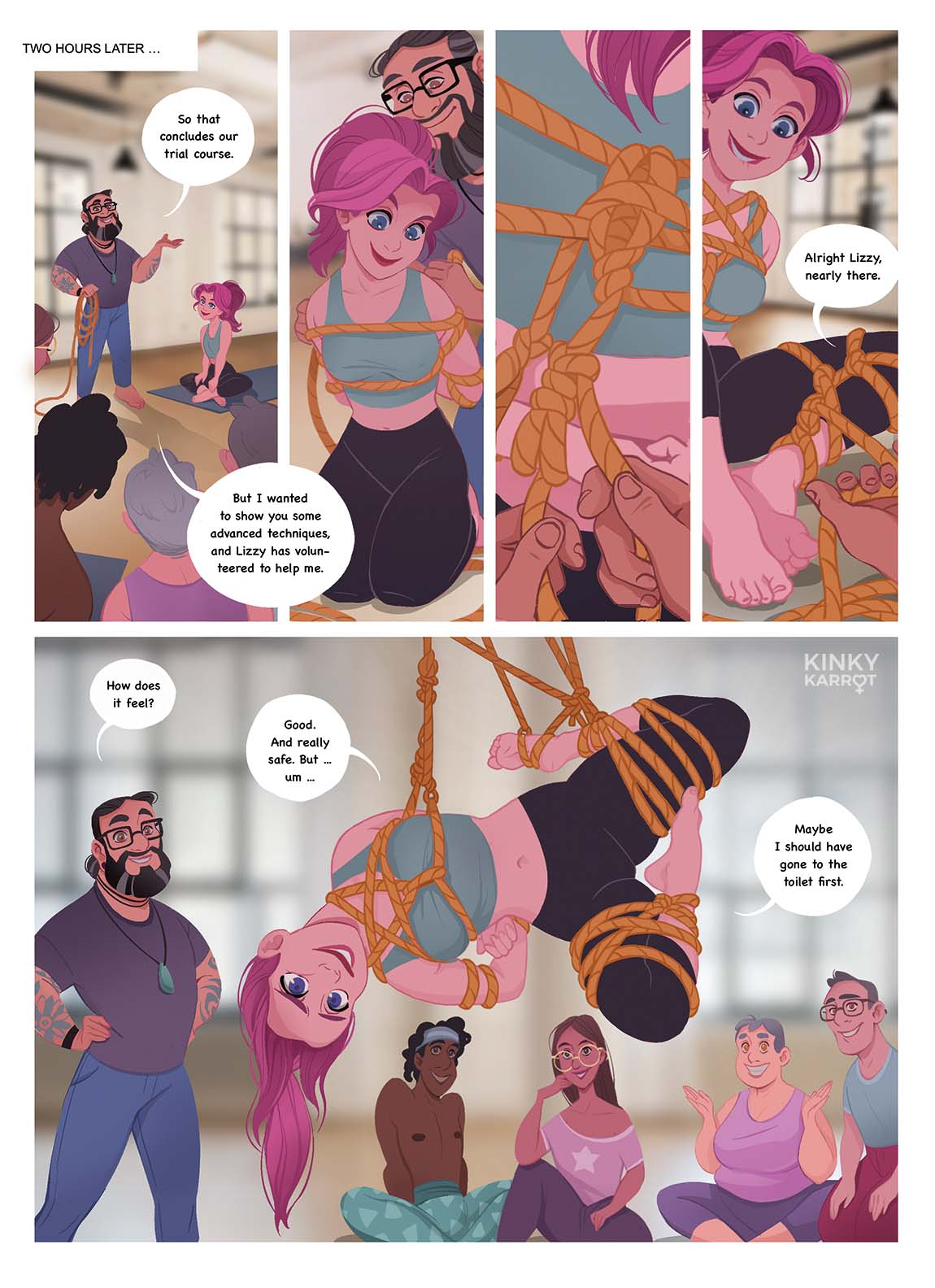
Eine Comicseite aus der Graphic Novel "Kinkerlitzchen"

Ihre frühen Werke waren stilistisch stark von Manga beeinflusst, darunter die Veröffentlichungen Sketchbook Berlin (2006) und Krähen (2009–2010), die sie gemeinsam mit Neukamm umsetzte.  Nach dem Abitur absolvierte Sann eine Ausbildung zur Grafikdesignerin an der Berliner Technische Kunsthochschule, während der sie parallel an der Comicreihe Krähen arbeitete.
2010 unterstützte Sann die Aktion Buddy Bär, indem sie einen ein Meter großen Bären mit ihren Bildern im Manga-Stil beklebte. Dieser wurde auf einer Wohltätigkeitsveranstaltung zugunsten von Kinder in Not versteigert.
Nach ihrem Hochschulabschluss begann sie 2011 als Game Artist für das Berliner Spieleunternehmen Wooga zu arbeiten. Während dieser Zeit (2011–2014) entstand die Graphic Novel Frostfeuer, eine Adaption des gleichnamigen Romans von Kai Meyer, die sie vollständig illustrierte. Das dreibändige Werk erschien beim Splitter Verlag, mit einem Skript von Yann Krehl.
Später entwickelte Marie Sann Kinky Karrot, ein Comicroman, der sich der Sexualität und dem Humor widmet. Auf dem Label aufbauend erschien 2024 Sanns Graphic Novel Kinkerlitzchen beim Splitter Verlag, erneut in Zusammenarbeit mit Yann Krehl entstanden. Die Geschichte erzählt von der Brand-Figur Lizzy, die auf dem Weg der sexuellen Selbstentdeckung neue Facetten ihrer Identität erforscht, und wurde ins Französische, Italienische und Englische übersetzt.

## Bibliografie
- Worlds Across, mit Guido Neukamm in Manga Fieber (2005, Tokyopop)
- Sketchbook Berlin, mit Guido Neukamm (2006, Tokyopop)
- Krähen, mit Guido Neukamm (2009–2010, 2 Bände, Tokyopop)
- Frostfeuer, mit Yann Krehl (2011–2014, 3 Bände, Splitter-Verlag)
- Kinky Karrot Coloring Book (2024–2025, 2 Bände)
- Kinky Karrot Puzzle & Coloring Book (2024)
- Kinkerlitzchen (2024, Splitter Verlag, mit Yann Krehl)